# Lopesia brasiliensis
Lopesia brasiliensis är en tvåvingeart som beskrevs av Rubsaamen 1908. Lopesia brasiliensis ingår i släktet Lopesia och familjen gallmyggor. Inga underarter finns listade i Catalogue of Life.